# Kościół Świętej Trójcy we Wrocławiu
Kościół Świętej Trójcy o.o. bonifratrów we Wrocławiu – zabytkowy kościół katolicki we Wrocławiu, znajdujący się na Przedmieściu Oławskim, przy ul. gen. Romualda Traugutta, jest kościołem klasztornym zakonu bonifratrów.

## Historia
Bonifratrzy przybyli do Wrocławia 1 listopada 1711 r. w liczbie trzech zakonników – pierwszego przeora wrocławskiego klasztoru Klemensa Mentzla i towarzyszących mu dwóch nieznanych z imienia i nazwiska braci. Starania o sprowadzenie przedstawicieli tego znanego z opieki nad chorymi zakonu do miasta czynione były już wcześniej bo od roku 1682. Ostatecznie sprowadzenie zakonników było możliwe dzięki darowiźnie Ludwika Cocx von Onssel, radcy kamery cesarskiej we Wrocławiu. Przekazał on bonifratrom teren pod budowę klasztoru ze szpitalem i kościoła, u zbiegu dzisiejszych ulic Traugutta i Pułaskiego. Akt darowizny został ostatecznie zatwierdzony w dniu 5 sierpnia 1710 r. przez cesarza Józefa I. Rozpoczęcie budowy klasztoru, a zarazem świątyni było możliwe po zebraniu niezbędnych funduszy, pochodzących z darowizn i jałmużny. W międzyczasie, w roku 1712 bonifratrzy rozpoczęli swoją działalność we Wrocławiu, opiekując się chorymi.
Świątynię zaprojektował prawdopodobnie przebywający wówczas w Wiedniu Matthias Steinl, a korektę projektu wykonał Johann Blasius Peintner. Prace budowlane rozpoczęto 15 listopada 1714 r., w dwa dni po zatwierdzeniu projektu. Uroczystość wmurowania kamienia węgielnego z udziałem biskupa wrocławskiego Franza Ludwiga von Neuburga miała miejsce 10 lipca 1715 r. Prace budowlane trwały do roku 1722, kiedy to w dniu 8 października zatknięto na wieży kościoła gałkę. W latach 1724–1736 trwały prace nad wykańczaniem wnętrza świątyni. 24 kwietnia 1727 biskup pomocniczy wrocławski Elias Daniel Sommerfeld dokonał konsekracji ołtarza głównego.

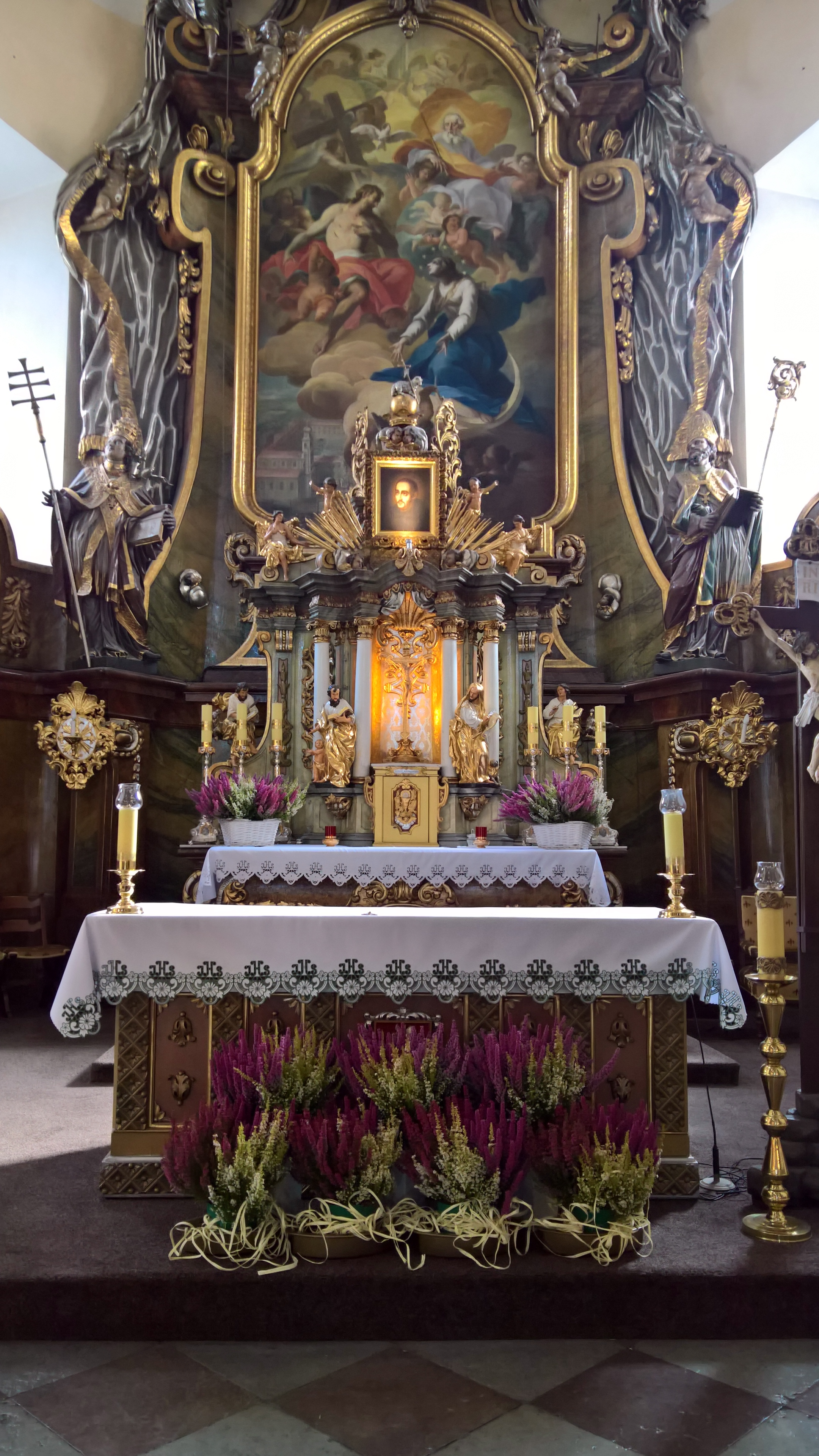
Ołtarz

Kościół doznał zniszczeń w czasie wojen śląskich toczonych w latach 1740–1757 jak również w czasie oblężenia miasta przez wojska napoleońskie w roku 1806, poważne straty przyniosła również powódź w roku 1813. Sekularyzacja dóbr kościelnych w Prusach w roku 1810 nie objęła zakonu bonifratrów, dzięki czemu kościół i szpital nadal były ich własnością. W XIX i na początku XX wieku miało miejsce kilka poważniejszych remontów świątyni, m.in. w roku 1829 odświeżono polichromię ołtarza, 1848 remont dachu i tynkowanie, 1859 malowanie ścian i sklepienia, w latach 1907–1908 gruntowny remont wnętrza i elewacji.

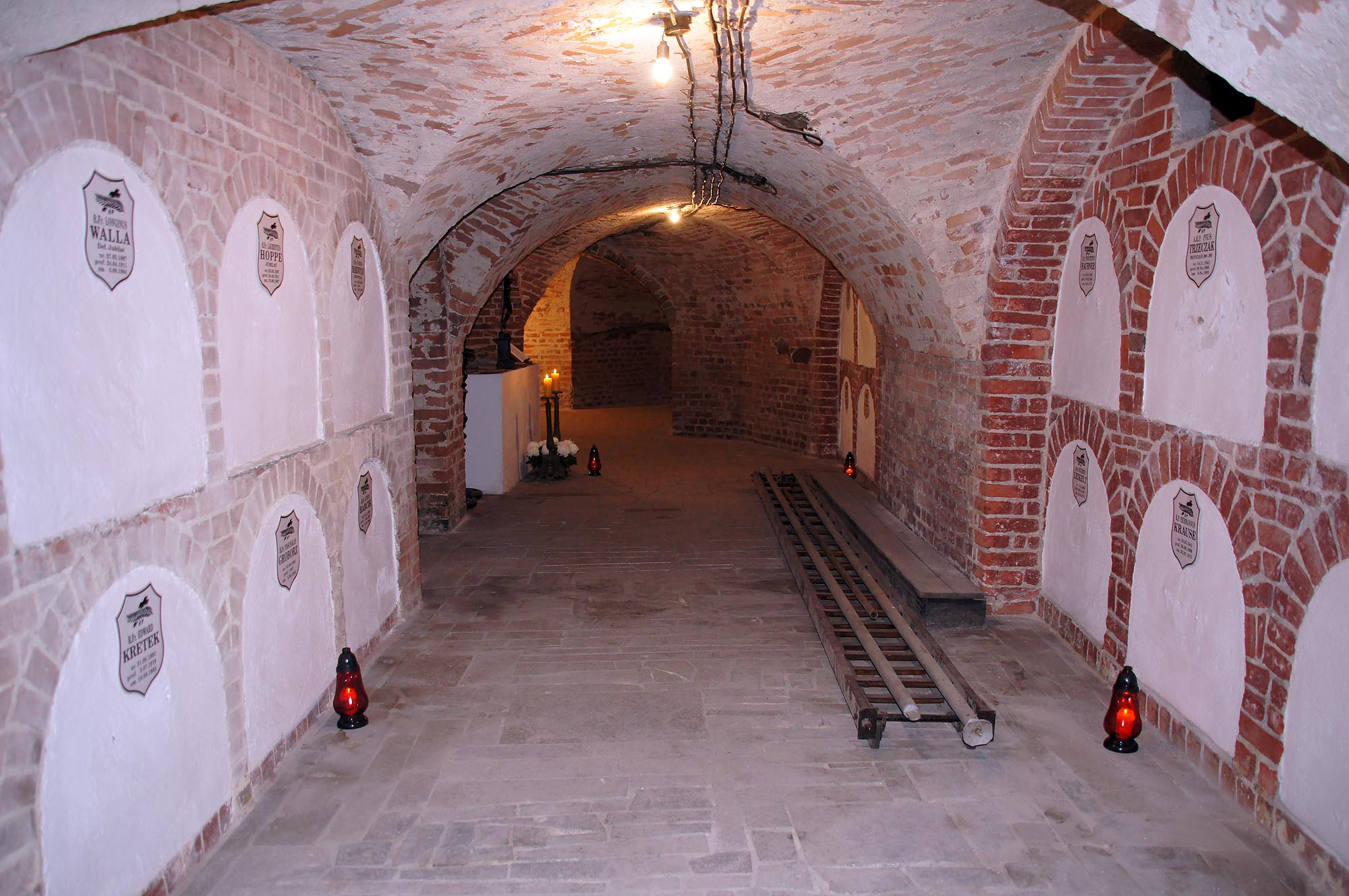
Katakumby pod kościołem

W czasie II wojny światowej, począwszy od roku 1944, bonifratrzy potajemnie ukrywali w krypcie pod świątynią kilkudziesięciu jeńców wojennych, przywożonych do pobliskiego szpitala; w tak przygotowanej kryjówce większość z nich doczekała końca wojny. Straty poniesione w wyniku działań wojennych w roku 1945 w porównaniu z innymi wrocławskimi kościołami okazały się niewielkie – wyniosły one ok. 6%, a dla porównania pobliski kościół św. Maurycego został zniszczony w 55%. Zniszczeniu uległy w całości okna i witraże oraz część wieży, spłonęły także konfesjonały. W latach 1945–1949 z powodu zniszczeń wspomnianego powyżej kościoła św. Maurycego kościół Trójcy Świętej pełnił tymczasowo funkcję świątyni parafialnej, później powrócił do swojej pierwotnej funkcji świątyni klasztornej, którą pełni nieprzerwanie do dziś.

## Architektura
Świątynia jest wybudowana w stylu późnobarokowym, z cegły i otynkowana, orientowana. Bryłę kościoła tworzy trójprzęsłowa nawa, w której jedno przęsło zajmuje empora organowa, dwuprzęsłowe, zamknięte półkoliście prezbiterium, wtopiona w fasadę zachodnią pięciokondygnacyjna wieża oraz przylegające do nawy dwa rzędy kaplic kryte wspólnym dachem i niższe od nawy, od strony południowej umieszczono trzy kaplice a od północnej cztery. Nawa i prezbiterium kryte są sklepieniami kolebkowymi na gurtach z plafonami, kaplice boczne natomiast sklepieniami żaglastymi. Układ pomieszczeń kościoła zaliczany jest do rozwiązań emporowo-bazylikowych. Kościół połączony jest z budynkiem klasztoru południowo-wschodnim narożnikiem.